# Gloria Greer
Gloria Greer (născută Elbert Eleanor Greer; n. 7 martie 1908, Muskogee⁠(d), Oklahoma, SUA – d. 6 iunie 1931, Ashland⁠(d), Oregon, SUA) a fost o actriță americană care a interpretat-o pe iubita lui Oliver Hardy (Bran) în scurtmetrajul Men O' War⁠(d) (1929) cu Stan și Bran.

## Biografie
S-a născut în anul 1908 în orașul Muskogee⁠(d) din Oklahoma, în familia lui Elbert Rush „Bert” Greer (1864–1926) și a soției sale, Lillian May (născută Harris; 1868–1945). A avut două surori mai mari: Vivian Dorothy (1893–1966) și Lillian Harris (1899–1986). Atunci când ea avea doar trei ani, familia Greer s-a mutat în orașul Ashland⁠(d) din Oregon, unde Elbert Rush Greer a cumpărat ziarul Ashland Daily Tidings⁠(d), pe care l-a editat până la moartea sa. După ce a absolvit Ashland High School⁠(d), tânăra Elbert Eleanor Greer a urmat studii la Universitatea din Oregon⁠(d), unde a fost membră a fraternității feminine Chi Omega⁠(d).
Dornică să urmeze o carieră cinematografică, ea s-a mutat în anul 1927 în orașul Los Angeles din California și a adoptat numele de scenă Gloria Greer. În anul 1928 s-a alăturat grupului Hal Roach Bathing Beauties, care era format din mai multe femei tinere ce apăreau în costume de baie provocatoare în scurtmetraje de comedie și la diverse evenimente promoționale. Scurta ei carieră cinematografică a inclus două roluri în filme sonore: un prim rol ca iubita lui Oliver Hardy în scurtmetrajul Men O' War⁠(d) (1929), regizat de Lewis R. Foster⁠(d), și un alt rol ca o femeie aflată în luna de miere în scurtmetrajul RKO Moonlight and Monkey Business (1930), regizat de Mark Sandrich⁠(d). În ciuda activității artistice relativ reduse, unii oameni din industria cinematografică i-ar fi prezis adesea un viitor strălucit în lumea filmului.
Gloria Greer s-a căsătorit în anul 1930 cu Carlos Noelle (1904–1978), un tânăr originar din Los Angeles. Soții Noelle au însoțit-o în februarie 1931 la Ashland pe mama Gloriei, care se întorcea acasă după un sejur de câteva luni petrecut în orașul Burbank din California, unde locuia fiica sa cea mai mare, Vivian Dorothy Ling. Ei intenționau să se mute la Asland și continuau încă să se afle acolo pe 28 mai 1931, atunci când Gloria Greer a născut un fiu, ce a primit numele Carlos Jr. O serie de complicații infecțioase au apărut însă la 24 de ore de la naștere, iar starea de sănătate a actriței s-a înrăutățit treptat. Gloria Greer a murit de septicemie la spitalul local din Ashland în dimineața zilei de 6 iunie 1931. Funeraliile sale au avut loc la Biserica Prezbiteriană din Ashland, iar trupul ei a fost îngropat temporar în mausoleul din cimitirul bisericii și a fost mutat în toamna aceluiași an în cimitirul din Burbank, unde fusese înmormântat mai demult tatăl ei.
Fiul ei, Carlos Noelle Jr. (1931–1998), a fost adoptat și crescut de sora ei mai mare, Vivian Dorothy Ling (născută Greer).

## Filmografie
- Men O' War⁠(d) (1929) – iubita lui Oliver Hardy
- Moonlight and Monkey Business (1930) – o femeie aflată în luna de miere